# Virginville (Pennsylvanie)
Pour l’article homonyme, voir Virginville.
Virginville est une census-designated place située dans le comté de Berks, dans le Commonwealth de Pennsylvanie, aux États-Unis. Sa population, qui s’élevait à 309 habitants lors du recensement de 2010, est estimée à 290 habitants au 1er juillet 2020.

## Galerie photographique

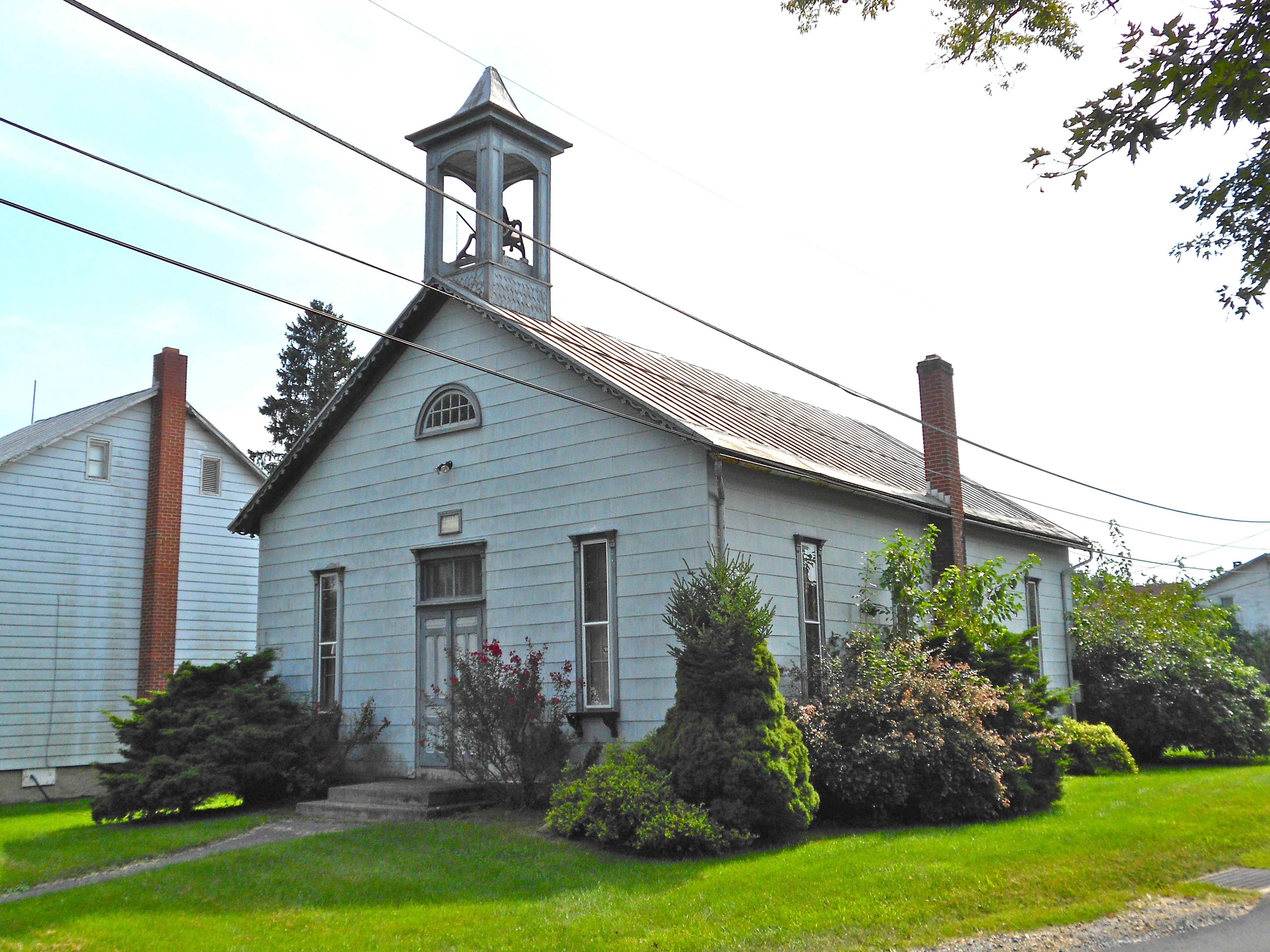
La chapelle Saint-Paul
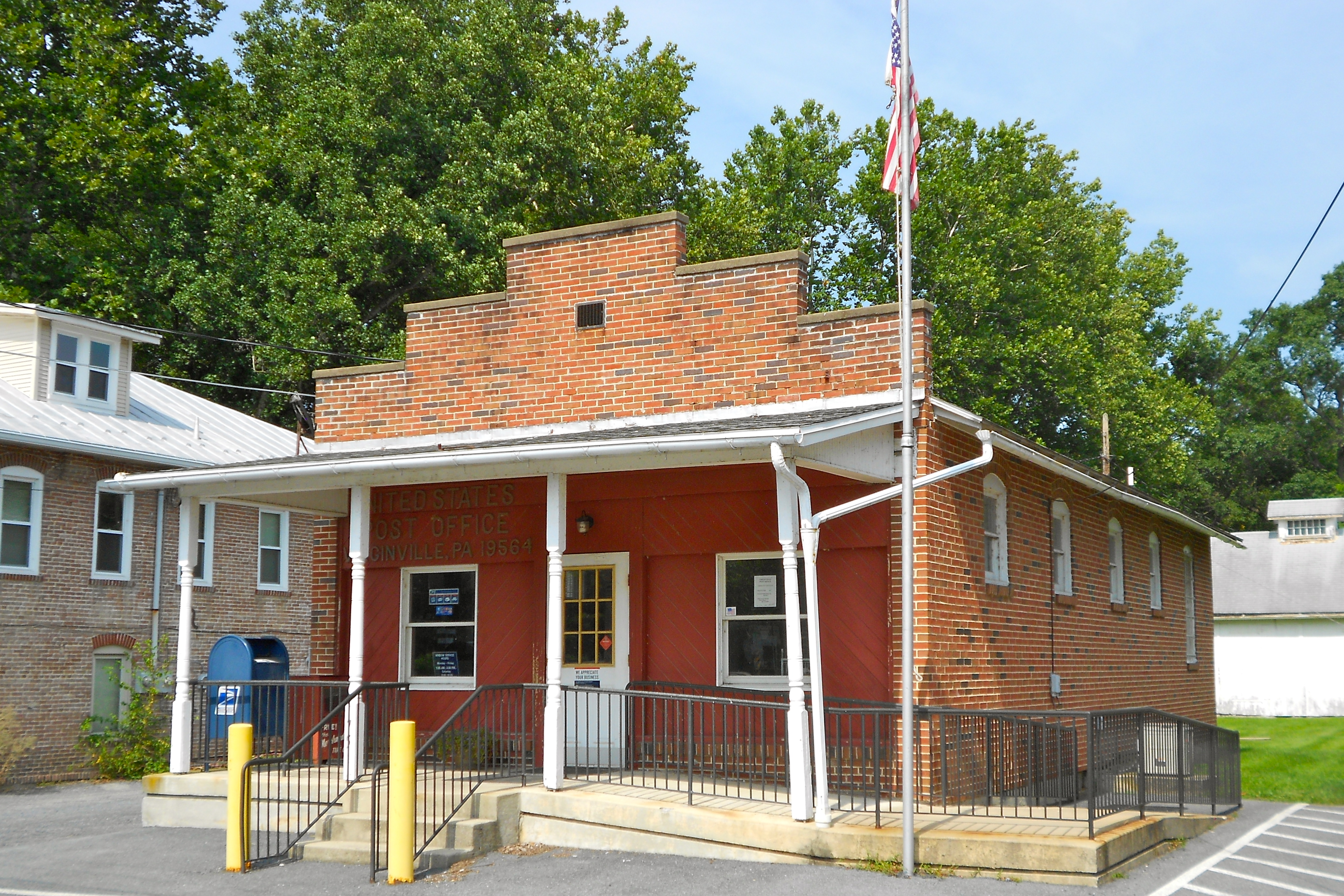
Le bureau de poste